# Campeonato Mundial de Atletismo em Pista Coberta de 2010 - 60 m com barreiras feminino
A prova dos 60 metros com barreiras feminino do Campeonato Mundial de Atletismo em Pista Coberta de 2010 foi disputada nos dias 12 e 13 de março no ASPIRE Dome, em Doha.

## Recordes
Antes desta competição, os recordes mundiais e do campeonato nesta prova eram os seguintes:
| Tipo                  | Atleta           | Tempo | Local     | Data                    |
| --------------------- | ---------------- | ----- | --------- | ----------------------- |
|                       | Susanna Kallur   | 7.68  | Karlsruhe | 10 de fevereiro de 2008 |
| Recorde do campeonato | Perdita Felicien | 7.75  | Budapeste | 7 de março de 2004      |

## Medalhistas
| Ouro              | Prata                | Bronze                 |
| Debbie Dunn (USA) | Tatyana Firova (RUS) | Vania Stambolova (BUL) |

## Resultados

### Eliminatórias
Estes são os resultados das eliminatórias. As 25 atletas inscritas foram divididas em quatro baterias, se classificando para as semifinais as três melhores de cada bateria (Q) mais os quatro melhores tempos no geral (q).
| Bateria 1 | Bateria 1              | Bateria 1 | Bateria 1 |
| Pos.      | Atleta                 | Tempo     | Notas     |
| --------- | ---------------------- | --------- | --------- |
| 1         | USA Ginnie Powell      | 8.07 (Q)  |           |
| 2         | CZE Lucie Škrobáková   | 8.09 (Q)  |           |
| 3         | RUS Tatyana Dektyareva | 8.12 (Q)  |           |
| 4         | SUI Lisa Urech         | 8.15 (q)  |           |
| 5         | GBR Gemma Bennett      | 8.20      |           |
| 6         | DOM Shantia Moss       | 8.34      |           |

| Bateria 2 | Bateria 2               | Bateria 2 | Bateria 2            |
| Pos.      | Atleta                  | Tempo     | Notas                |
| --------- | ----------------------- | --------- | -------------------- |
| 1         | BEL Eline Berings       | 8.00 (Q)  | Recorde da temporada |
| 2         | NOR Christina Vukicevic | 8.01 (Q)  |                      |
| 3         | CAN Perdita Felicien    | 8.04 (Q)  |                      |
| 4         | RUS Aleksandra Fedoriva | 8.05 (q)  |                      |
| 5         | UKR Yevgeniya Snihur    | 8.22      |                      |
| 6         | FRA Aisseta Diawara     | 8.32      |                      |

| Bateria 3 | Bateria 3                   | Bateria 3 | Bateria 3       |
| Pos.      | Atleta                      | Tempo     | Notas           |
| --------- | --------------------------- | --------- | --------------- |
| 1         | CAN Priscilla Lopes-Schliep | 7.94 (Q)  |                 |
| 2         | JAM Lacena Golding-Clarke   | 8.02 (Q)  |                 |
| 3         | GER Nadine Hildebrand       | 8.10 (Q)  |                 |
| 4         | BEL Elisabeth Davin         | 8.23      |                 |
| 5         | NGR Seun Adigun             | 8.58      |                 |
| 6         | INA Agustina Bawele         | 8.99      | Recorde pessoal |
|           | TUR Nevin Yanıt             | DNS       |                 |

| Bateria 4 | Bateria 4           | Bateria 4 | Bateria 4 |
| Pos.      | Atleta              | Tempo     | Notas     |
| --------- | ------------------- | --------- | --------- |
| 1         | USA LoLo Jones      | 7.95 (Q)  |           |
| 2         | JAM Vonette Dixon   | 8.04 (Q)  |           |
| 3         | CUB Anay Tejeda     | 8.11 (Q)  |           |
| 4         | FRA Alice Decaux    | 8.14 (q)  |           |
| 5         | BLR Alina Talai     | 8.15 (q)  |           |
| 6         | TOG Gertrude Lossou | 9.62      |           |

### Semifinais
Estes são os resultados das semifinais. As 16 atletas classificadas foram divididas em duas baterias, se classificando para a final as quatro melhores de cada bateria (Q).
| Semifinal 1 | Semifinal 1                 | Semifinal 1 | Semifinal 1          |
| Pos.        | Atleta                      | Tempo       | Notas                |
| ----------- | --------------------------- | ----------- | -------------------- |
| 1           | CAN Priscilla Lopes-Schliep | 7.91 (Q)    |                      |
| 2           | JAM Vonette Dixon           | 7.94 (Q)    | Recorde da temporada |
| 3           | RUS Tatyana Dektyareva      | 7.99 (Q)    |                      |
| 4           | USA Ginnie Powell           | 7.99 (Q)    |                      |
| 5           | NOR Christina Vukicevic     | 8.02        |                      |
| 6           | GER Nadine Hildebrand       | 8.17        |                      |
| 7           | BLR Alina Talai             | 8.18        |                      |
| 8           | FRA Alice Decaux            | 8.23        |                      |

| Semifinal 2 | Semifinal 2               | Semifinal 2 | Semifinal 2          |
| Pos.        | Atleta                    | Tempo       | Notas                |
| ----------- | ------------------------- | ----------- | -------------------- |
| 1           | CAN Perdita Felicien      | 7.94 (Q)    | Recorde da temporada |
| 2           | CUB Anay Tejeda           | 7.95 (Q)    | Recorde da temporada |
| 3           | JAM Lacena Golding-Clarke | 8.01 (Q)    |                      |
| 4           | USA LoLo Jones            | 8.04 (Q)    |                      |
| 5           | BEL Eline Berings         | 8.05        |                      |
| 6           | RUS Aleksandra Fedoriva   | 8.06        |                      |
| 7           | SUI Lisa Urech            | 8.09        |                      |
| 8           | CZE Lucie Škrobáková      | 8.13        |                      |

### Final
Estes são os resultados da final:
| Pos.              | Atleta                      | Tempo | Notas                 |
| ----------------- | --------------------------- | ----- | --------------------- |
| Medalha de ouro   | USA LoLo Jones              | 7.72  | Recorde do campeonato |
| Medalha de prata  | CAN Perdita Felicien        | 7.86  | Recorde da temporada  |
| Medalha de bronze | CAN Priscilla Lopes-Schliep | 7.87  |                       |
| 4                 | CUB Anay Tejeda             | 7.91  | Recorde da temporada  |
| 5                 | USA Ginnie Powell           | 7.97  |                       |
| 6                 | JAM Vonette Dixon           | 7.99  |                       |
| 7                 | JAM Lacena Golding-Clarke   | 8.02  |                       |
| 8                 | RUS Tatyana Dektyareva      | 8.05  |                       |

## Novos recordes
| Tipo                  | Atleta         | Tempo | Local     | Data                    |
| --------------------- | -------------- | ----- | --------- | ----------------------- |
|                       | Susanna Kallur | 7.68  | Karlsruhe | 10 de fevereiro de 2008 |
| Recorde do campeonato | LoLo Jones     | 7.72  | Doha      | 13 de março de 2010     |

Legenda
| Recorde mundial       | Recorde mundial (World record)               |                       | Recorde africano                      | Recorde africano (African) |                                           | Q | Classificado por posição (Qualified) |
| Recorde do campeonato | Recorde do campeonato (Championship record)  | Recorde da América    | Recorde da América (Americas)         | q                          | Classificado por melhor tempo (Qualified) |   |                                      |
| Melhor marca do ano   | Melhor marca do ano (World leading)          | Recorde asiático      | Recorde asiático (Asian)              | DNS                        | Não largou (Did not start)                |   |                                      |
| Recorde nacional      | Recorde nacional (National record)           | Recorde europeu       | Recorde europeu (European)            | DNF                        | Não terminou (Did not finish)             |   |                                      |
| Recorde pessoal       | Recorde pessoal do atleta (Personal best)    | Recorde da Oceania    | Recorde da Oceania (Oceania)          | DSQ / DQ                   | Desclassificado (Disqualified)            |   |                                      |
| Recorde da temporada  | Recorde da temporada do atleta (Season best) | Recorde sul-americano | Recorde sul-americano (South America) | NM                         | Sem marca (No mark)                       |   |                                      |